# Brymela angustiretis
Brymela angustiretis là một loài Rêu trong họ Hookeriaceae. Loài này được (E.B. Bartram) B. H. Allen mô tả khoa học đầu tiên năm 2010.